# Antagonisme (phytopathologie)
Pour les articles homonymes, voir Antagonisme.
En phytopathologie, l'antagonisme se réfère à l'action d'un organisme vivant qui supprime la croissance normale et l'activité, ou interfère avec celles-ci, d'un agent pathogène des plantes. C'est le cas d'un grand nombre  de bactéries ou champignons.
Ces organismes peuvent être utilisés pour la lutte antiparasitaire et sont appelés «`agents de lutte biologique ». Il peut s'agir de prédateurs, de parasites, parasitoïdes ou agents pathogènes qui s'attaquent aux insectes nuisibles, aux mauvaises herbes ou aux maladies des plantes ou à tout autre organisme dans son voisinage. 
La substance inhibitrice est souvent très spécifique dans son action, affectant seulement une espèce en particulier. 
De nombreux micro-organismes du sol sont antagonistes.
Ils sécrètent une enzyme puissante qui détruit les autres cellules en digérant leur paroi cellulaire et en dégradant le contenu cellulaire, et le matériau protoplasmique libéré sert de nutriment pour l'organisme inhibiteur.
Par exemple, chez les champignons, Penicillium restrictum a un effet antagoniste sur de nombreux champignons phytopathogènes. Des souches de Trichoderma spp. ont également montré un effet antagoniste sur le champignon Botrytis cinerea responsable de la pourriture grise. 

## Mécanismes
- Antibiose : enzymes, toxines, antibiotiques.
- Parasitisme direct :  biotrophie ou nécrotrophie.
- Concurrence  : pour les nutriments.
- Résistance induite (indirecte).